# Słoboda-Szołomkiwśka
Słoboda-Szołomkiwśka (ukr. Слобода-Шоломківська) – wieś na Ukrainie, w obwodzie żytomierskim, w rejonie korosteńskim, w hromadzie Owrucz. W 2001 liczyła 783 mieszkańców.